# ジャイルズ・マーティン
ジャイルズ・マーティン（英語: Giles Martin、1969年10月9日 - ）は、イギリスの音楽プロデューサー、ソングライター、マルチプレイヤー。父はビートルズのプロデュースを手がけたジョージ・マーティンで、兄は俳優のグレゴリー・ポール・マーティン。

## 来歴
1969年10月9日にイギリスで生まれた。
2004年に父ジョージと共にシルク・ドゥ・ソレイユとアップル・コアの共同プロジェクト『ザ・ビートルズ・ラヴ』のために、ビートルズの楽曲をリミックスやコラージュなどを施してサウンドトラックを制作。音源は2006年11月にサウンドトラック盤『LOVE』として発売された。
2013年に発売されたポール・マッカートニーのアルバム『NEW』に、プロデューサーとして参加。
2015年に再発売されたベスト・アルバム『ザ・ビートルズ1』のリミックスを担当。以降、2016年に発売された『ライヴ・アット・ザ・ハリウッド・ボウル』、2017年に発売の『サージェント・ペパーズ・ロンリー・ハーツ・クラブ・バンド (50周年記念アニバーサリー・エディション)』、2018年に発売の『ザ・ビートルズ (ホワイト・アルバム) (50周年記念アニバーサリー・エディション)』、2019年に発売の『アビイ・ロード (50周年記念アニバーサリー・エディション)』のリミックスも担当した。

## 主な作品
| 発売年 | アーティスト           | タイトル                                                                                              | 担当                                      |
| ------ | ---------------------- | --- | ----------------------------------------- |
| 1985年 | バルシュ・マンチョ     | 『24 Ayar』                                                                                           | スーパーバイザー                          |
| 1997年 | セリーヌ・ディオン     | 『ザ・リーズン』                                                                                      | プロデューサー                            |
| 1998年 | ジョージ・マーティン   | 『イン・マイ・ライフ』                                                                                | プロデューサー                            |
| 2003年 | ヘイリー・ウェステンラ | 『ピュア』                                                                                            | プロデューサー ミキサー ギター キーボード |
| 2004年 | ヘイリー・ウェステンラ | 『フー・ペインティッド・ザ・ムーン・ブラック』                                                        | プロデューサー ギター キーボード          |
| 2006年 | ビートルズ             | 『LOVE』                                                                                              | プロデューサー リミックス                 |
| 2007年 | キム・リッチー         | 『Chinese Boxes』                                                                                     | プロデューサー ヴィブラフォン             |
| 2012年 | ジョージ・ハリスン     | 『Early Takes: Volume 1』                                                                             | プロデューサー                            |
| 2013年 | ポール・マッカートニー | 『NEW』                                                                                               | エグゼクティヴ・プロデューサー            |
| 2015年 | ビートルズ             | 『ザ・ビートルズ1』                                                                                   | リミックス                                |
| 2016年 | ビートルズ             | 『ライヴ・アット・ザ・ハリウッド・ボウル』                                                            | リミックス                                |
| 2017年 | ビートルズ             | 『サージェント・ペパーズ・ロンリー・ハーツ・クラブ・バンド (50周年記念アニバーサリー・エディション)』 | リミックス                                |
| 2018年 | ビートルズ             | 『ザ・ビートルズ (ホワイト・アルバム) (50周年記念アニバーサリー・エディション)』                      | リミックス                                |
| 2019年 | V.A.                   | 『ロケットマン (オリジナル・サウンドトラック)』                                                       | プロデューサー                            |
| 2019年 | ビートルズ             | 『アビイ・ロード (50周年記念アニバーサリー・エディション)』                                           | リミックス                                |
| 2021年 | ビートルズ             | 『レット・イット・ビー [スペシャル・エディション]』                                                   | リミックス                                |
| 2022年 | ビートルズ             | 『Get Back (Rooftop Performance)』                                                                    | リミックス                                |
| 2022年 | ビートルズ             | 『リボルバー [スペシャル・エディション]』                                                             | リミックス                                |
| 2023年 | ビートルズ             | 『ナウ・アンド・ゼン』                                                                                | プロデューサー                            |
| 2023年 | ビートルズ             | 『ザ・ビートルズ 1962年～1966年 2023年エディション』                                                  | リミックス                                |
| 2023年 | ビートルズ             | 『ザ・ビートルズ 1967年～1970年 2023年エディション』                                                  | リミックス                                |